# Synoicum concavitum
Synoicum concavitum är en sjöpungsart som beskrevs av Kott 1992. Synoicum concavitum ingår i släktet Synoicum och familjen klumpsjöpungar. Inga underarter finns listade i Catalogue of Life.